# Aquilegia rockii
Aquilegia rockii är en ranunkelväxtart som beskrevs av Philip Alexander Munz. Aquilegia rockii ingår i släktet aklejor, och familjen ranunkelväxter. Inga underarter finns listade i Catalogue of Life.